# Diony Guerra
Diony José Guerra Ford (Puerto La Cruz, 27 settembre 1971) è un ex calciatore venezuelano, di ruolo attaccante. Figura all'ottavo posto della classifica dei realizzatori della Primera División venezuelana.

## Caratteristiche tecniche
Giocava come attaccante.

## Carriera

### Club
Debuttò, ventenne, nell'Anzoátegui. Continuò la sua carriera nel Valencia (dell'omonima città venezuelana) e nel Minervén; ottenuta la convocazione in Nazionale, arrivò per lui anche la prima esperienza all'estero, che rimarrà anche l'unica. Disputò difatti una stagione in Cile, tra i ranghi del Deportes Concepción; dopo quell'unica annata, proseguì la carriera in patria, arrivando anche a disputare due volte la Copa Libertadores. Seppur non figurando mai come massimo realizzatore in una singola stagione, riuscì ad assommare 72 gol totali in campionato, entrando a far parte dei migliori dieci marcatori di sempre del torneo.

### Nazionale
Debuttò in Nazionale nel 1993. Prese parte alla Copa América 1995 con la maglia della propria selezione, ma giocò un solo incontro (contro il Paraguay), subentrando al minuto numero 85 e facendosi ammonire. La sua ultima presenza internazionale risale al 1997.

## Palmarès

### Club

#### Competizioni nazionali
- Campionato venezuelano: 3

Caracas: 2003, 2004
Maracaibo: 2005